# Ernobius hirsutus
Ernobius hirsutus är en skalbaggsart som beskrevs av White 1966. Ernobius hirsutus ingår i släktet Ernobius och familjen trägnagare. Inga underarter finns listade i Catalogue of Life.